# Linia kolejowa nr 824
Linia kolejowa 824 – pierwszorzędna, głównie dwutorowa, zelektryfikowana linia kolejowa, łącząca posterunek odgałęźny Pokrzywno i rejon PFD stacji Poznań Franowo.
Linia wraz z linią kolejową Poznań Franowo PFD – Stary Młyn oraz linią kolejową Poznań Franowo PFD – Nowa Wieś Poznańska stanowią jedyne linie kolejowe, których początkiem lub końcem jest tzw. styk, który znajduje się w miejscu skrzyżowania toru łączącego rozjazdy 514 i 517 z torem łączącym rozjazdy 515 i 516 na stacji Poznań Franowo. W przypadku pozostałych linii są to rozjazdy, kozły oporowe, granice państwa lub granice obszaru PKP Polskich Linii Kolejowych.